# Голямата игра (филм)
„Голямата игра“ (на руски: „Большая игра“) е българско-съветски 6-сериен телевизионен игрален филм (мистерия, криминален) на режисьора Семьон Аранович от 1983 г.
Сценарият е написан от Юлиян Семьонов по неговия роман „Пресцентър“. Оператори са Валери Федосов, Атанас Тасев и Христо Тотев. Музиката във филма е композирана от Александър Кнайфел.

## Серии
- 1. серия – 68 минути
- 2. серия – 71 минути
- 3. серия – 65 минути
- 4. серия – 65 минути
- 5. серия – 64 минути
- 6. серия – 64 минути[2].

## Актьорски състав
| В главните роли                                                                      | Изпълнител            |
| ------------------------------------------------------------------------------------ | --------------------- |
| Мари Кровс, западногерманска журналистка                                             | Елина Калинова        |
| полковник Мигел Санчес, премиер-министъра на Харивас                                 | Веселин Ранков        |
| писателят Дмитрий Степанов, съветски журналист                                       | Владимир Гостюхин     |
| Соломон Шор, инспектор от криминалната полиция                                       | Александър Калягин    |
| Майкъл Уелш, заместник директор на ЦРУ                                               | Наум Шопов            |
| Бари Дигън, американският магнат-милионер                                            | Евгений Зайцев        |
| Георги Йорданов, български журналист                                                 | Стефан Данаилов       |
| издателят Бренер, френски журналист                                                  | Олег Басилашвили      |
| Жул Верние, журналист, баща на Мари Кровс                                            | Леонид Броневой       |
| Матен, полицейски комисар                                                            | Васил Димитров        |
| Пепе Рамирес, собственик на билярден клуб „Де Пикадорос“, приятел на премиера Санчес | Петър Слабаков        |
| полковник Армандо Лопес, министър на отбраната на Харивас                            | Марин Янев            |
| Гала, любовницата на Верние                                                          | Ели Скорчева          |
| Мишел, любовницата на Бренер                                                         | Аня Пенчева           |
| Джон Хоф, резидент на ЦРУ в Западна Европа                                           | Сулев Луйк            |
| Папиньон, заместник на инспектора Шор                                                | Станислав Садалски    |
| Френк По, американски журналист                                                      | Виктор Авилов         |
| Дон Джузепе Валоне, кинопродуцент, босът на мафията                                  | Георги Черкелов       |
| фрау Дорн, секретарка на Леополдо Грацио                                             | Лиляна Ковачева       |
| Софи Сфорца−Руиджи, жена на режисьора Руиджи и сестра на Франческа                   | Анета Сотирова        |
| майор Карденас, началник на охраната на премиер-министъра Санчес                     | Венцислав Божинов     |
| Пепе Диас, началник Генералния щаб на въоръжените сили на Харивас                    | Цветан Ватев          |
| Джеймс Боу, сътрудник на ЦРУ, организатор на преврата в Харевас                      | Живко Гарванов        |
| адвокат Феручи                                                                       | Вельо Горанов         |
| Роберто, асистент оператор                                                           | Иван Григоров         |
| директорът на ЦРУ                                                                    | Сергей Десницки       |
| режисьорът Луиджи                                                                    | Мурман Джинория       |
|                                                                                      | Борис Звездарски      |
|                                                                                      | Генадий Кил           |
| Бил Уорън, журналист, „сър Всичко“                                                   | Асен Кисимов          |
| Валтер Цор, бивш нацист                                                              | Хенрикас Кураускас    |
| Зекер                                                                                | Вадим Медведев        |
| Енрике Прадо, министър на енергетиката и планирането на Харивас                      | Любомир Младенов      |
| Пепе Аурелио, министър на обществената безопасност на Харивас                        | Георги Новаков        |
| Бенджамин Уфер, борсов дилър, партньор на Грацио                                     | Рудолф Фурманов       |
| Едуърдз, сенатор на САЩ                                                              | Коста Цонев           |
| Дейвид Рол, милионер, президент на корпорация                                        | Александър Естрин     |
| В епизодите (по азбучен ред)                                                         | Изпълнител            |
| фрау фон Валецки, бившата жена на Грацио                                             | Т. Агенорова          |
| сътрудник на ЦРУ                                                                     | Александър Алексеев   |
|                                                                                      | Н. Бабек              |
| министър в правителството на Харивас                                                 | Иван Балсамаджиев     |
|                                                                                      | Н. Баранов            |
| сътрудник на ЦРУ                                                                     | Йордан Биков          |
| наемен убиец                                                                         | Владимир Братанов     |
| Леополд Грацио, магнат, милионер                                                     | Димитър Буйнозов      |
| наемен убиец                                                                         | Валентин Букин        |
|                                                                                      | Н. Василева           |
|                                                                                      | Бойка Велкова         |
| фоторепортер                                                                         | Александър Вонтов     |
|                                                                                      | Първан Георгиев       |
| Фьодор Алексеевич, посланик на СССР във Франция                                      | Пьотр Горин           |
|                                                                                      | Екатерина Далкалъчева |
|                                                                                      | Любомир Дековски      |
|                                                                                      | Александър Диков      |
| сътрудник на ЦРУ                                                                     | Димитър Димитров      |
| синът на дон Валоне                                                                  | Румен Димитров        |
|                                                                                      | Кольо Дончев          |
| Валеев, секретар на посолството на СССР във Франция                                  | Михаил Дорофеев       |
| наркоманът Пиер Нисо, човек на дон Валоне                                            | Стефан Илиев          |
| сътрудник на ЦРУ                                                                     | Ефим Йофе             |
|                                                                                      | Лука Карайлев         |
| Ернесто, телохранител на Грацио и жена му фрау фон Валецки                           | Николай Кимчев        |
|                                                                                      | Ириней Константинов   |
|                                                                                      | Галина Котева         |
|                                                                                      | В. Кузнецова          |
|                                                                                      | Иван Кутевски         |
| Уйлям Аксел, сътрудник на ЦРУ                                                        | Григорий Лямпе        |
|                                                                                      | В. Ляпчев             |
|                                                                                      | Д. Мишев              |
|                                                                                      | Рашко Младенов        |
| съветският посланик в Харевас                                                        | Николай Муравьов      |
|                                                                                      | Николай Никитин       |
|                                                                                      | П. Няголов            |
|                                                                                      | С. Озирски            |
| Филип, секретар на Майкъл Уелш                                                       | Владимир Осипчук      |
|                                                                                      | К. Отяковска          |
| директор на вестника                                                                 | Витаутас Паукще       |
|                                                                                      | Иван Петрушинов       |
| Хуан де Бланко, партньор на Леополд Грацио                                           | Йосиф Ръклин          |
|                                                                                      | О. Семьонова          |
|                                                                                      | Георги Стоянов        |
|                                                                                      | Деси Тенекеджиева     |
|                                                                                      | Н. Томов              |
|                                                                                      | Е. Торопов            |
|                                                                                      | Р. Фрунсон            |
|                                                                                      | Николай Хаджиминев    |
|                                                                                      | Пенка Цицелкова       |
|                                                                                      | Г. Чернев             |
|                                                                                      | Вели Чаушев           |
| „сътрудник на ЦРУ“                                                                   | Алфред Шаргородски    |
|                                                                                      | Тодор Щонов           |
|                                                                                      | Я. Ячев               |